# Hill Climb Racing
Hill Climb Racing – komputerowa gra wyścigowa stworzona przez fińskie studio Fingersoft. Została udostępniona w 2012 roku na platformach Android, iOS, Windows i Windows Phone jako gra free-to-play. W lutym 2023 roku gra została pobrana ponad 500 milionów razy w aplikacji Google Play. Gracz kontroluje kierowcę poruszającego się po pagórkowatym terenie, zbierając po drodze monety i wydając je na ulepszenia pojazdu oraz na same pojazdy, jednocześnie obserwując głowę kierowcy, a także zapasy paliwa w pojeździe. W 2016 roku została wydana druga część gry o nazwie „Hill Climb Racing 2” która została pobrana ponad 100 milionów razy w Google Play.

## Rozgrywka
Celem Hill Climb Racing jest przejechanie jak najdalej przez coraz trudniejsze etapy wyścigów, zbierając monety i używając tylko dwóch elementów sterujących: pedałów gazu i hamulca. Paliwo uzupełnia się, podnosząc po drodze kanistry z gazem lub akumulatory. Gracz może wykonywać akrobacje, takie jak wzbijanie pojazdu w powietrze przez dłuższy czas lub przewracanie go, aby zarobić więcej monet, które po wyścigu można wydać na ulepszenia lub odblokowanie nowych etapów i pojazdów.